# Strangle
Uno strangle (dall'inglese strangolare) è una strategia che prevede il contemporaneo acquisto o vendita di un'opzione put e di una call con medesima scadenza ma, a differenza di uno straddle, diverso strike price. La particolarità è che questa strategia è profittevole qualunque direzione prenda il prezzo: il movimento del prezzo del sottostante deve essere sufficientemente all'interno(se si vende uno strangle) o sufficientemente  all'esterno (se si compra uno strangle) del range generato dai due strike price. Per il resto, vale quanto visto per lo straddle.